# Gran Premio de Plouay 2014
La 78.ª edición del Gran Premio de Plouay fue una carrera ciclista que se disputó el 31 de agosto de 2014 con principio, varios pasos y final en la localidad de Plouay, en la Bretaña. Discurrió por un circuito de 26,9 km con tres pequeñas cotas (con inicio y final en Plouay) al que se le dieron 8 vueltas y luego un circuito de 13,9 km para completar un total de 229,1 km.
Perteneció al UCI WorldTour 2014.
El ganador final fue Sylvain Chavanel siendo el más fuerte de los 7 corredores que lograron unos metros de ventaja en el descenso del último paso por Ty Marrec, por delante de Andrea Fedi y Arthur Vichot, respectivamente.

## Equipos participantes
Tomaron parte en la carrera 24 equipos: los 18 de categoría UCI ProTeam (al ser obligada su participación); más 6 de categoría Profesional Continental mediante invitación de la organización (el Bretagne-Séché Environnement, Cofidis, le Crédit en Ligne, IAM Cycling, Neri Sottoli, Bardiani CSF y Wanty-Groupe Gobert). Los equipos estuvieron integrados por 8 corredores (excepto Giant-Shimano, IAM y Neri Sottoli que lo hicieron con 7), formando así en principio, un pelotón de 189 ciclistas, de los que finalizaron 150.
| Equipo                               | Cód. UCI | Categoría               |
| ------------------------------------ | -------- | ----------------------- |
| AG2R La Mondiale                     | ALM      | UCI ProTeam             |
| Astana Pro Team                      | AST      | UCI ProTeam             |
| Belkin-Pro Cycling Team              | BEL      | UCI ProTeam             |
| BMC Racing Team                      | BMC      | UCI ProTeam             |
| Cannondale                           | CAN      | UCI ProTeam             |
| FDJ.fr                               | FDJ      | UCI ProTeam             |
| Garmin Sharp                         | GRS      | UCI ProTeam             |
| Lampre-Merida                        | LAM      | UCI ProTeam             |
| Lotto Belisol                        | LTB      | UCI ProTeam             |
| Movistar Team                        | MOV      | UCI ProTeam             |
| Omega Pharma-Quick Step Cycling Team | OPQ      | UCI ProTeam             |
| Orica GreenEDGE                      | OGE      | UCI ProTeam             |
| Team Europcar                        | EUC      | UCI ProTeam             |
| Team Giant-Shimano                   | GIA      | UCI ProTeam             |
| Team Katusha                         | KAT      | UCI ProTeam             |
| Team Sky                             | SKY      | UCI ProTeam             |
| Tinkoff-Saxo                         | TCS      | UCI ProTeam             |
| Trek Factory Racing                  | TFR      | UCI ProTeam             |
| Bardiani CSF                         | BAR      | Profesional Continental |
| Bretagne-Séché Environnement         | BSE      | Profesional Continental |
| Cofidis, Solutions Crédits           | COF      | Profesional Continental |
| IAM Cycling                          | IAM      | Profesional Continental |
| Neri Sottoli                         | NRI      | Profesional Continental |
| Wanty-Groupe Gobert                  | WGG      | Profesional Continental |

## Clasificación final
| \| Posición \| Ciclista \| Equipo \| Tiempo \| Puntos UCI[6] \| \| 1. \| Sylvain Chavanel \| IAM \| 5 h 38 min 26 s \| - \| \| 2. \| Andrea Fedi \| Neri Sottoli \| m.t \| - \| \| 3. \| Arthur Vichot \| FDJ.fr \| m.t \| 50 \| \| 4. \| Cyril Gautier \| Europcar \| m.t \| 40 \| \| 5. \| Julian Alaphilippe \| Omega Pharma-Quick Step \| m.t \| 30 \| \| 6. \| Tim Wellens \| Lotto Belisol \| m.t \| 22 \| \| 7. \| Ben Hermans \| BMC Racing \| m.t \| 14 \| \| 8. \| Alexander Kristoff \| Katusha \| a 2 s \| 10 \| \| 9. \| Giacomo Nizzolo \| Trek Factory Racing \| m.t \| 6 \| \| 10. \| Jürgen Roelandts \| Lotto Belisol \| m.t \| 2 \| |                    |                         |                 |            |
| Posición | Ciclista           | Equipo                  | Tiempo          | Puntos UCI |
| 1. | Sylvain Chavanel   | IAM                     | 5 h 38 min 26 s | -          |
| 2. | Andrea Fedi        | Neri Sottoli            | m.t             | -          |
| 3. | Arthur Vichot      | FDJ.fr                  | m.t             | 50         |
| 4. | Cyril Gautier      | Europcar                | m.t             | 40         |
| 5. | Julian Alaphilippe | Omega Pharma-Quick Step | m.t             | 30         |
| 6. | Tim Wellens        | Lotto Belisol           | m.t             | 22         |
| 7. | Ben Hermans        | BMC Racing              | m.t             | 14         |
| 8. | Alexander Kristoff | Katusha                 | a 2 s           | 10         |
| 9. | Giacomo Nizzolo    | Trek Factory Racing     | m.t             | 6          |
| 10. | Jürgen Roelandts   | Lotto Belisol           | m.t             | 2          |